# Rafael d'Ossery
Rafael d’Ossery – francuski ksiądz katolicki, wikariusz apostolski Szwecji w latach 1790–1795.
Dzieciństwo, młodość spędził we Francji, gdzie wstąpił do zakonu karmelitów. Znalazł się w grupie misjonarzy katolickich, którzy przybyli do Szwecji w 1784 wraz z księdzem Nicolausem Osterem, których zadaniem była organizacja Kościoła Katolickiego w tym kraju. Po jego odwołaniu z funkcji wikariusza apostolskiego w 1790 przez kolejne pięć lat piastował ten urząd.